# Acromantis insularis
Acromantis insularis (лат.) — вид богомолов рода Acromantis из семейства Hymenopodidae (Acromantinae).
Встречаются в юго-восточной Азии: Индия, Индонезия (Суматра, Ява).

## Описание
Мелкие богомолы (2—3 см). Вершина головы с длинным коническим бугорком над срединным оцеллием. Границы переднеспинки с чёрными зубчиками. На передних лапках дорсальный край бедра немного горбовидный около середины; более длинные внутренние шипы отчётливо чёрные в основании и с чёрными точками на вершинах; тазики с 4—5 шипами и немногими шипиками; средние и задние бёдра с чёрными пре- и пост-апикальными лопастями. Передние крылья менее плотно сетчатые по сравнению с A. oligoneura; третья и четвёртая косые жилки очень длинные, изогнутые в основании. На передних ногах тазики с расходящимися внутренними вершинными лопастями; бёдра с верхним краем слегка дугообразным и немного синуированным на вершине. Пронотум латерально с мелкой зубчатостью или бугорками. Средние и задние бёдра с лопастью около вершины.